# Ptochophyle carioni
Ptochophyle carioni là một loài bướm đêm trong họ Geometridae.